# Peter Sinfield
Peter John Sinfield (Londra, 27 dicembre 1943 – Londra, 14 novembre 2024) è stato un paroliere, musicista e produttore discografico britannico, noto soprattutto come autore dei testi di alcuni grandi gruppi della scena rock progressivo britannica degli anni settanta.

## Biografia
Considerato uno dei massimi poeti espressi dalla musica rock, e in particolare dalla corrente progressive, la sua poetica fu influenzata da Shakespeare, Shelley, Blake e Rilke.
Il nome di Sinfield è generalmente associato, innanzitutto, a quello dei King Crimson di Robert Fripp e Greg Lake. Sinfield collaborò con il gruppo dal 1969 (anno dell'album di debutto In the Court of the Crimson King) fino a tutto il 1971 (Islands), apparendo come produttore, membro ufficiale del gruppo e autore dei testi. In seguito, Fripp chiese a Sinfield di lasciare i King Crimson. Nel 1972, Sinfield fu produttore dell'album di debutto dei Roxy Music e nel 1973 realizzò il proprio unico album solista, Still, in seguito ripubblicato su CD con alcune tracce aggiuntive, fra cui Stillusion. Fra il 1973 e il 1979 tornò a scrivere testi per grandi artisti della scena progressive, fra cui Emerson, Lake & Palmer, Greg Lake, Gary Brooker (leader dei Procol Harum) e gli italiani Angelo Branduardi e Premiata Forneria Marconi (di cui curava i testi delle versioni inglesi degli album; suoi sono per esempio i testi di Photos of Ghosts). Fra i suoi lavori più recenti, i testi di The Land of Make Believe di Bucks Fizz, Heart of Stone di Cher e Think Twice di Céline Dion; insieme a Max Marchini scrisse Poem To A Blue Painting e Blossom On The Tree.